# Regimentul 39 Infanterie (1916-1918)
Regimentul 39 Infanterie a fost o unitate de nivel tactic care s-a constituit la 14/27 august 1916, prin mobilizarea unităților și subunităților existente la pace aparținând de Regimentul Petru Rareș No. 39. Regimentul a făcut parte din organica Brigăzii 19 Infanterie, fiind dislocat la pace în garnizoana Cernavodă. La intrarea în război, Regimentul 39 Infanterie a fost comandat de colonelul Marin E. Ionescu. Regimentul 39 Infanterie a participat la acțiunile militare pe frontul românesc, pe toată perioada războiului, între 14/27 august 1916 - 28 ocotmbrie/11 noiembrie 1918.
Drapelul de luptă al regimentului a fost decorat cu cea mai înaltă distincție de război, Ordinul „Mihai Viteazul”, clasa III:
Pentru vitejia și avântul cu care au luptat ofițerii, subofițerii și soldații acestui eroic regiment, în crâncenele lupte din regiunea Panciului, ce s-au dezlănțuit în luna august 1917. Atacat cu începere de la 1 august aproape în fiecare zi, de puternice forțe germane, Regimentul Petru Rareș No. 39 și-a menținut cu tărie sectorul din fața satului Dumbrava, respingând toate atacurile inamicului, în ziua hotărâtoare a bătăliei de la Mărășești (6 august 1917) după  ce a micșorat prin focurile sale avântul valurilor inamice, regimentul s-a aruncat la baionetă cauzând inamicului pierderi neobișnuit de mari, capturându-i la 10 ofițeri 350 grade inferioare, un mare număr de arme, munițiuni și a câștigat și teren pe un front de 4 kilometri cu 500 metri adâncime.
Înalt Decret no. 902 din 16 aprilie 1918

## Decorații
- Ordinul „Mihai Viteazul”, clasa III[3]